# Halticoptera collaris
Halticoptera collaris är en stekelart som först beskrevs av Walker 1836.  Halticoptera collaris ingår i släktet Halticoptera och familjen puppglanssteklar. Arten är reproducerande i Sverige. Inga underarter finns listade i Catalogue of Life.